# Liste der Biografien/Dic
Liste der Biografien |
Portal Biografien |
Personensuche
# |
A |
B |
C |
D |
E |
F |
G |
H |
I |
J |
K |
L |
M |
N |
O |
P |
Q |
R |
S |
T |
U |
V |
W |
X |
Y |
Z |
?
 
Da |
Db |
Dc |
Dd |
De |
Dg |
Dh |
Di |
Dj |
Dk |
Dl |
Dm |
Dn |
Do |
Dq |
Dr |
Ds |
Du |
Dv |
Dw |
Dy |
Dz
 
Dia |
Dib |
Dic |
Did |
Die |
Dif |
Dig |
Dih |
Dij |
Dik |
Dil |
Dim |
Din |
Dio |
Dip |
Diq |
Dir |
Dis |
Dit |
Diu |
Div |
Diw |
Dix |
Diy |
Diz
Die Liste der Biografien führt alle Personen auf, die in der deutschsprachigen Wikipedia einen Artikel haben. Dieses ist eine Teilliste mit 462 Einträgen von Personen, deren Namen mit den Buchstaben „Dic“ beginnt.

## Dic

### Dica
- Dică, Emil (* 1982), rumänischer Fußballspieler
- Dică, Nicolae (* 1980), rumänischer Fußballspieler
- Dicaire, Louis (1946–2020), kanadischer römisch-katholischer Geistlicher und Weihbischof in Saint-Jean-Longueuil
- Dičak, Petra (* 1995), kroatische Handball- und Beachhandballspielerin
- DiCamillo, Brandon (* 1976), US-amerikanische TV-Persönlichkeit
- DiCamillo, Kate (* 1964), US-amerikanische Schriftstellerin
- DiCaprio, George (* 1943), US-amerikanischer Comicbuchautor, Redakteur und Herausgeber
- DiCaprio, Leonardo (* 1974), US-amerikanischer SchauspielerLeonardo DiCaprio (* 1974)

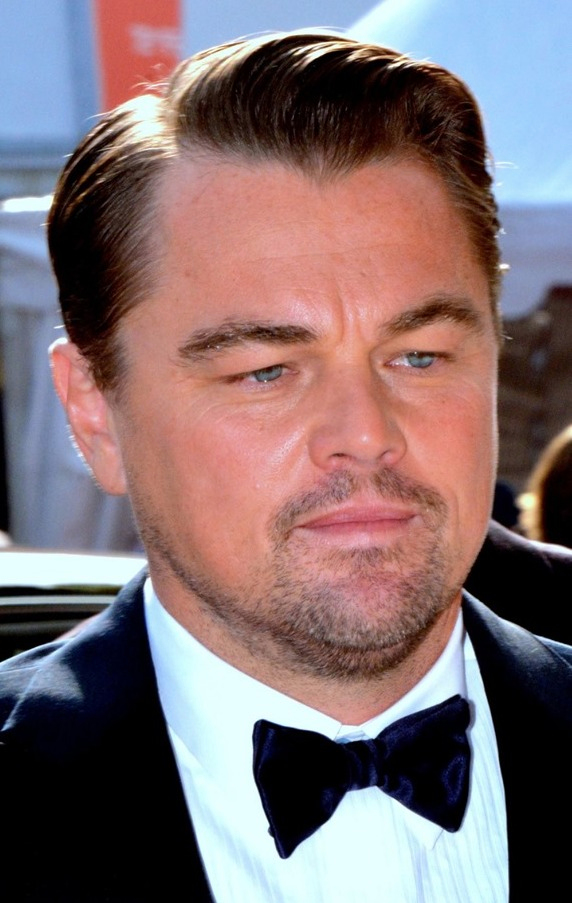
Leonardo DiCaprio (* 1974)

- DiCarlo, George (* 1963), US-amerikanischer Schwimmer
- DiCasmirro, Nate (* 1978), italo-US-amerikanisch-kanadischer Eishockeyspieler und -trainer

### Dice
- Dice, Charles Amos (1878–1969), US-amerikanischer Wirtschaftswissenschaftler
- Dice, Tom (* 1989), belgischer Singer-Songwriter
- Dicel, Johannes (1676–1758), deutscher Arzt
- DiCello, Kimberly (* 1984), US-amerikanische Volleyball- und Beachvolleyballspielerin
- Dicenta, Aurora Bernáldez (* 1940), spanische Diplomatin und Botschafterin
- Dicenta, Manuel (1905–1974), spanischer Schauspieler
- Dicenta, Natalia (* 1962), spanische Schauspielerin, Fernsehmoderatorin und Sängerin
- DiCenzo, George (1940–2010), US-amerikanischer Schauspieler
- Dicey, Albert Venn (1835–1922), englischer Jurist, Verfassungsrechtler
- Dicey, Edward (1832–1911), englischer Journalist und Essayist

### Dich
- Dichand, Christoph (* 1965), österreichischer JournalistChristoph Dichand (* 1965)

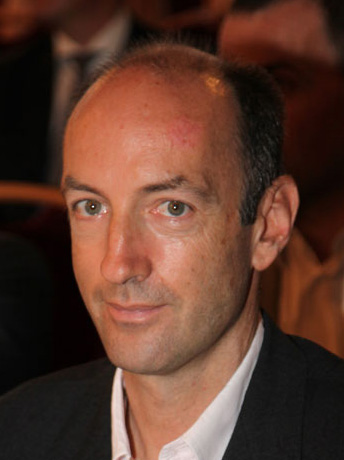
Christoph Dichand (* 1965)

- Dichand, Eva (* 1973), österreichische Zeitungsherausgeberin
- Dichand, Hans (1921–2010), österreichischer Journalist und Herausgeber der Kronen Zeitung
- Dichanz, Horst (1937–2023), deutscher Pädagoge
- DiChario, Nick (* 1960), US-amerikanischer Schriftsteller
- Dichgans, Christa (1940–2018), deutsche Malerin und Grafikerin
- Dichgans, Hans (1907–1980), deutscher Jurist, Manager und Politiker (CDU), MdB, MdEP
- Dichgans, Johannes (* 1938), deutscher Mediziner, Neurowissenschaftler und Hochschullehrer
- Dichio, Danny (* 1974), englischer Fußballspieler
- Dichmann, Carl (1859–1937), deutsch-baltischer Eisenverhüttungsexperte
- Dichmann, Francis (* 1993), deutsche Synchronsprecherin und Sängerin
- Dichow, Frederik (* 2001), dänischer Eishockeytorwart
- Dichte, Merge, als Hexe verurteilte und hingerichtete Frau
- Dichtel, Anton (1901–1978), deutscher Politiker (CDU), MdL
- Dichter, Avi (* 1952), israelischer Politiker (Kadima, nun Likud)Avi Dichter (* 1952)

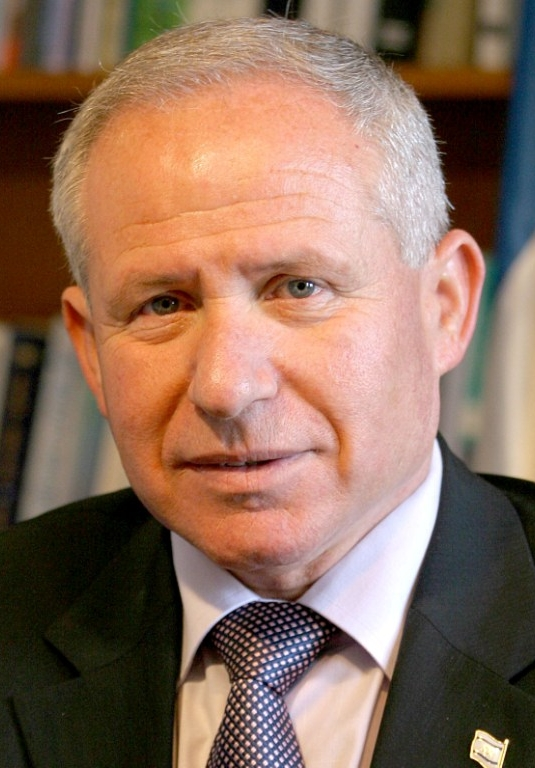
Avi Dichter (* 1952)

- Dichter, Ernest (1907–1991), österreichisch-amerikanischer Psychologe und Marktforscher
- Dichter, Wilhelm (* 1935), polnischer Schriftsteller

### Dici
- DiCicco, Jessica (* 1980), US-amerikanische Schauspielerin und Synchronsprecherin
- DiCicco, Tony (1948–2017), US-amerikanischer Fußballspieler, -trainer und -funktionär
- DiCillo, Tom (* 1953), US-amerikanischer Kameramann, Filmregisseur, Schauspieler, Autor
- Diciotti, Ubaldo (1878–1963), italienischer Seenotretter

### Dick
- Dick, Alain (* 1939), französischer Diplomat
- Dick, Alan (1930–2002), britischer Sprinter
- Dick, Albert Blake (1856–1934), US-amerikanischer Geschäftsmann und Firmengründer
- Dick, Alfred (1927–2005), deutscher Politiker (CSU), MdL und Umweltminister
- Dick, Alfredo (1865–1909), Schweizer Unternehmer und Fußballfunktionär
- Dick, Andy (* 1965), US-amerikanischer SchauspielerAndy Dick (* 1965)

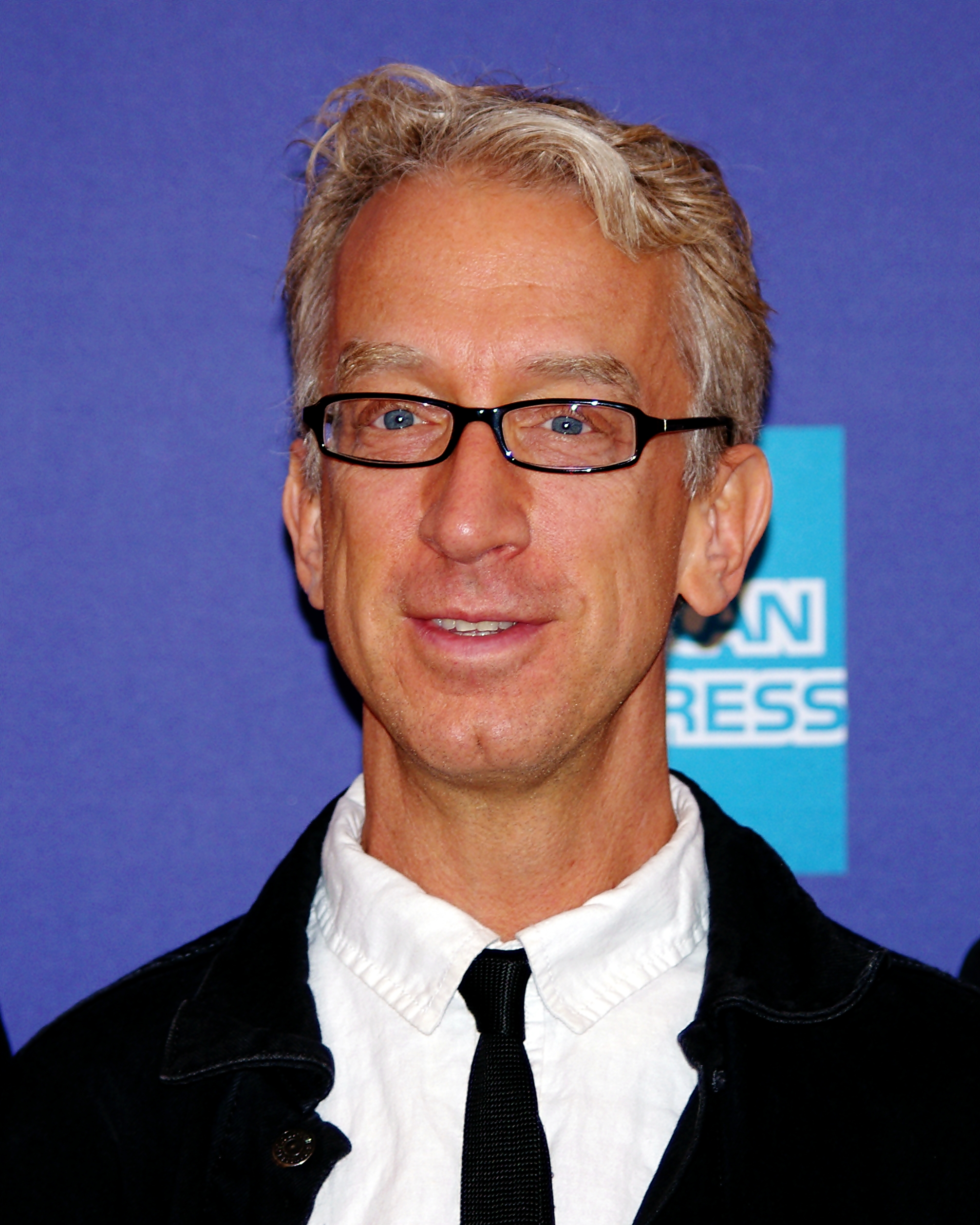
Andy Dick (* 1965)

- Dick, Angie Teodora, US-amerikanische Schauspielerin
- Dick, Auguste (1910–1993), österreichische Mathematikhistorikerin
- Dick, Beau (1955–2017), kanadischer Bildhauer und Aktivist
- Dick, Bernhard (* 1953), deutscher Chemiker
- Dick, Bettina (* 1951), deutsche Juristin, ehemalige Richterin und Gerichtspräsidentin
- Dick, Bryan (* 1978), britischer Theater- und Film- und Fernsehschauspieler
- Dick, Burkhard (* 1963), deutscher Augenarzt
- Dick, Charles W. F. (1858–1945), US-amerikanischer Politiker
- Dick, Christian (1883–1955), norwegischer Segler
- Dick, Corrie (* 1990), britischer Jazzmusiker (Schlagzeug, Perkussion, Komposition)
- Dick, Cressida (* 1960), britische Polizeibeamtin
- Dick, Daniel M., US-amerikanischer Offizier, Generalmajor der US Air Force
- Dick, Douglas (1920–2015), US-amerikanischer Schauspieler, Drehbuchautor und Psychiater
- Dick, Eisik Meir (1807–1893), jiddischer Schriftsteller
- Dick, Emil (1866–1948), Schweizer Ingenieur und Erfinder
- Dick, Engelbert (1907–1962), deutscher Politiker (CDU), MdL
- Dick, Florian (* 1984), deutscher FußballspielerFlorian Dick (* 1984)

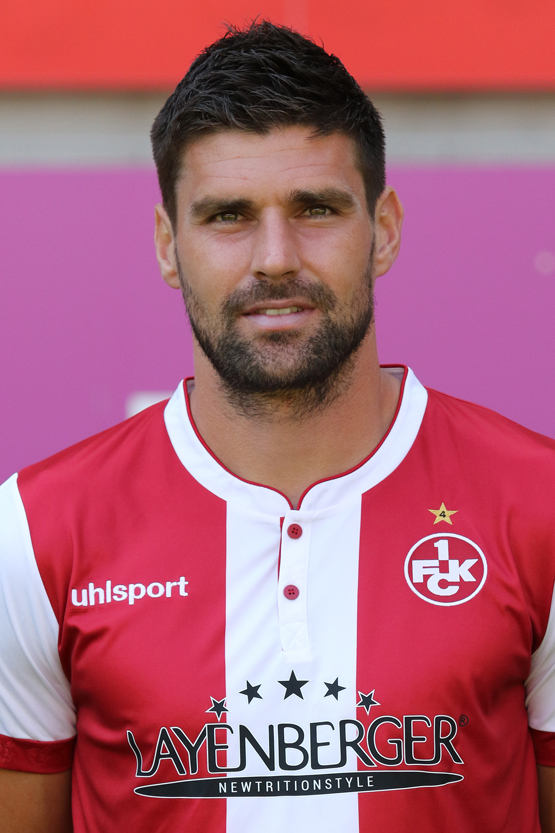
Florian Dick (* 1984)

- Dick, Franz (* 1943), deutscher Psychologe und Buchautor
- Dick, Friedhelm (1944–1999), deutscher Fußballspieler
- Dick, Georg Clemens (* 1947), deutscher Diplomat
- Dick, Gerhard (* 1949), deutscher Germanist, Schriftsteller und pensionierter Gymnasiallehrer
- Dick, Gradey (* 2003), US-amerikanischer Basketballspieler
- Dick, Heinrich (1955–2024), russisch-deutscher Prosaiker, Dichter, Dramatiker, Verleger, Übersetzer, Journalist
- Dick, Heinz Josef (* 1949), deutscher Politiker (CDU), Bürgermeister von Korschenbroich
- Dick, Hermann (1875–1958), deutscher Maler
- Dick, Inge (* 1941), österreichische Malerin und Fotografin
- Dick, Jean-Pierre (* 1965), französischer Hochseesegler
- Dick, Johann Heinrich (1801–1888), deutscher Unternehmer und Bürgermeister
- Dick, Johannes (1910–1963), deutscher Politiker (KPD/SED), Chef der VP im Land Sachsen, Diplomat
- Dick, John (1794–1872), US-amerikanischer Politiker
- Dick, John (1877–1932), schottischer Fußballspieler und -trainer
- Dick, John (1930–2000), schottischer Fußballspieler
- Dick, John Edgar (* 1954), kanadischer Zell- und Molekularbiologe
- Dick, Jürg (* 1963), Schweizer Curlingspieler
- Dick, Jürgen (* 1949), deutscher Arzt
- Dick, Karl (1858–1928), deutscher Admiral der Kaiserlichen Marine
- Dick, Karl Theophil (1884–1967), deutsch-Schweizer Maler, Zeichner und Lithograf
- Dick, King Size (* 1942), deutscher RocksängerKing Size Dick (* 1942)

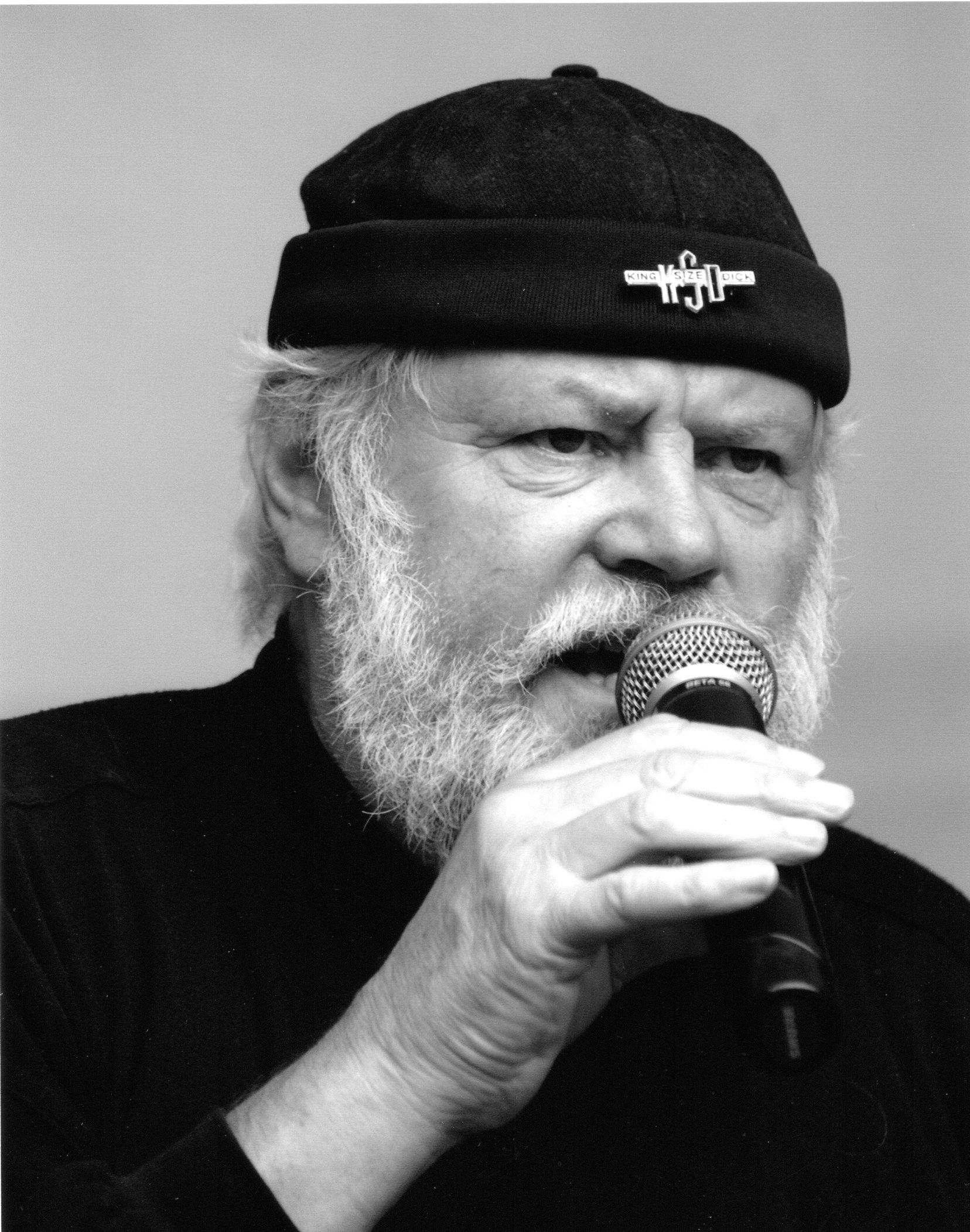
King Size Dick (* 1942)

- Dick, Kirby (* 1952), US-amerikanischer Filmregisseur, Filmproduzent und Drehbuchautor
- Dick, Klaus (1928–2024), deutscher Geistlicher, römisch-katholischer Theologe und Weihbischof in Köln
- Dick, Laura (* 2003), deutsche Fußballspielerin
- Dick, Leonard (* 1992), deutscher Schauspieler
- Dick, Lisa (* 1968), australische Marathonläuferin
- Dick, Marcel (1898–1991), ungarisch-US-amerikanischer Geiger und Komponist
- Dick, Nancy E. (* 1930), US-amerikanische Politikerin
- Dick, Paul (1940–2018), kanadischer Politiker
- Dick, Philip K. (1928–1982), US-amerikanischer Schriftsteller
- Dick, Phiny (1912–1990), niederländische Autorin und Illustratorin von Kinderbüchern
- Dick, Rainer (* 1967), deutscher Journalist und Autor
- Dick, Reiner (1940–1974), deutscher Ökonom, Professor für Betriebswirtschaftslehre
- Dick, Robert (* 1950), US-amerikanischer Flötist und Komponist
- Dick, Robert Henry († 1846), britischer Generalmajor
- Dick, Rolf (1926–2001), deutscher Architekt und Politiker (SPD), MdL
- Dick, Rolf van (* 1967), deutscher Sozialpsychologe
- Dick, Samuel (1740–1812), US-amerikanischer Politiker
- Dick, Samuel Bernard (1836–1907), US-amerikanischer Politiker
- Dick, Sieglinde (1943–2003), deutsche Jockey und Autorin
- Dick, Steffen (* 1961), deutscher Jurist und Präsident des Landessozialgerichts Saarland
- Dick, Sven (* 1982), deutscher Volleyballspieler
- Dick, Thomas (1877–1927), australischer Fotograf
- Dick, Thomas Pattinson (1903–1979), englischer Badmintonspieler
- Dick, Urs (* 1960), Schweizer Curler
- Dick, Uwe (* 1942), deutscher Schriftsteller
- Dick, W. W. (1907–2003), US-amerikanischer Lehrer und Politiker (Demokratische Partei)
- Dick, Walter (1899–1990), österreichisch-tschechoslowakisch-deutscher Chirurg
- Dick, Walter (1914–1976), deutscher Fotograf und Bildberichterstatter
- Dick, Walter (* 1943), Schweizer Orthopäde
- Dick, Walter (* 1950), Schweizer Zeichner, Grafiker und Buchautor
- Dick, Werner (* 1936), deutscher Gewerkschafter
- Dick, Wilhelm (1897–1980), tschechoslowakischer Skispringer
- Dick, William Reid (1878–1961), britischer Bildhauer
- Dick, William W. (1910–1996), US-amerikanischer Offizier, Generalleutnant der US-Army
- Dick-a-Dick († 1870), Aborigines Tracker, Cricketspieler
- Dick-Read, Grantly (1890–1959), englischer Gynäkologe
- Dick-Walther, Petra (* 1967), deutsche Politikerin (FDP)

#### Dicka
- Dickason, Harry (1890–1962), britischer Turner
- Dickau, Dan (* 1978), US-amerikanischer Basketballspieler

#### Dickb
- Dickbauer, Johannes (* 1984), österreichischer Geiger und Komponist
- Dickbauer, Karl (1891–1976), österreichischer Polizist und Gerechter unter den Völkern
- Dickbauer, Klaus (* 1961), österreichischer Jazzmusiker

#### Dicke
- Dicke, August (1859–1929), deutscher Kommunalpolitiker; Oberbürgermeister von Solingen
- Dicke, Detlev Christian (1942–1992), deutscher Rechtswissenschaftler
- Dicke, Elisabeth (1884–1952), deutsche Krankengymnastin
- Dicke, Gerd (* 1928), deutscher Geistlicher, Weihbischof im Bistum Aachen
- Dicke, Gerd (* 1956), deutscher Mediävist und Hochschullehrer
- Dicke, Johannes III. († 1352), Ratsherr und Bürgermeister der Hansestadt Lüneburg
- Dicke, Julius (1863–1933), deutscher Architekt und kommunaler Baubeamter
- Dicke, Karl-Gustav (* 1944), deutscher Politiker (SPD), MdL
- Dicke, Klaus (* 1953), deutscher Politikwissenschaftler und Hochschullehrer
- Dicke, Marcel (* 1957), niederländischer Entomologe
- Dicke, Marliese (* 1955), deutsche Juristin, Richterin und Gerichtspräsidentin
- Dicke, Peter (* 1956), deutscher Organist und Musikpädagoge
- Dicke, Pien (* 1999), niederländische Hockeyspielerin
- Dicke, Robert Henry (1916–1997), US-amerikanischer Physiker und Astrophysiker
- Dicke, Veronika (* 1967), deutsche politische Beamtin (SPD)
- Dicke, Willem Karel (1905–1962), niederländischer Kinderarzt
- Dickel, Ferdinand (1854–1917), deutscher Lehrer und Naturforscher
- Dickel, Friedrich (1913–1993), deutscher Politiker (SED), MdV, Minister des Inneren der DDR
- Dickel, Gerhard (1913–2017), deutscher Chemiker und Physiker
- Dickel, Gerhard (1938–2003), deutscher Kirchenmusikdirektor, Kantor, Organist und Musikprofessor
- Dickel, Günther (1927–1985), deutscher Rechtswissenschaftler, Rechtshistoriker und Kirchenrechtler
- Dickel, Hans (* 1956), deutscher Kunsthistoriker
- Dickel, Hanspeter (* 1945), deutscher Autor historisch-landeskundlicher Bücher
- Dickel, Helga (1919–2004), deutsche Politikerin (KPD), MdL
- Dickel, Karl (1853–1920), deutscher Jurist und Forstwissenschaftler
- Dickel, Mark (* 1976), neuseeländischer Basketballspieler
- Dickel, Mirka (* 1967), deutsche Geographiedidaktikerin
- Dickel, Norbert (* 1961), deutscher Fußballspieler
- Dickel, Otto (1880–1944), deutscher Studienrat und Politiker (NSDAP)
- Dickel, Peter (1819–1896), deutscher Orgelbauer
- Dickel, Sascha (* 1978), deutscher Soziologe
- Dicken, Roger (1939–2024), britischer Spezialeffektkünstler und Modellbauer beim Film
- Dickenberger, Dorothee (1946–2024), deutsche Soziologin
- Dickenberger, Laura (* 1991), deutsche Schauspielerin
- Dickenmann, Ernst (1902–1985), Schweizer Slawist
- Dickenmann, Lara (* 1985), Schweizer FußballspielerinLara Dickenmann (* 1985)

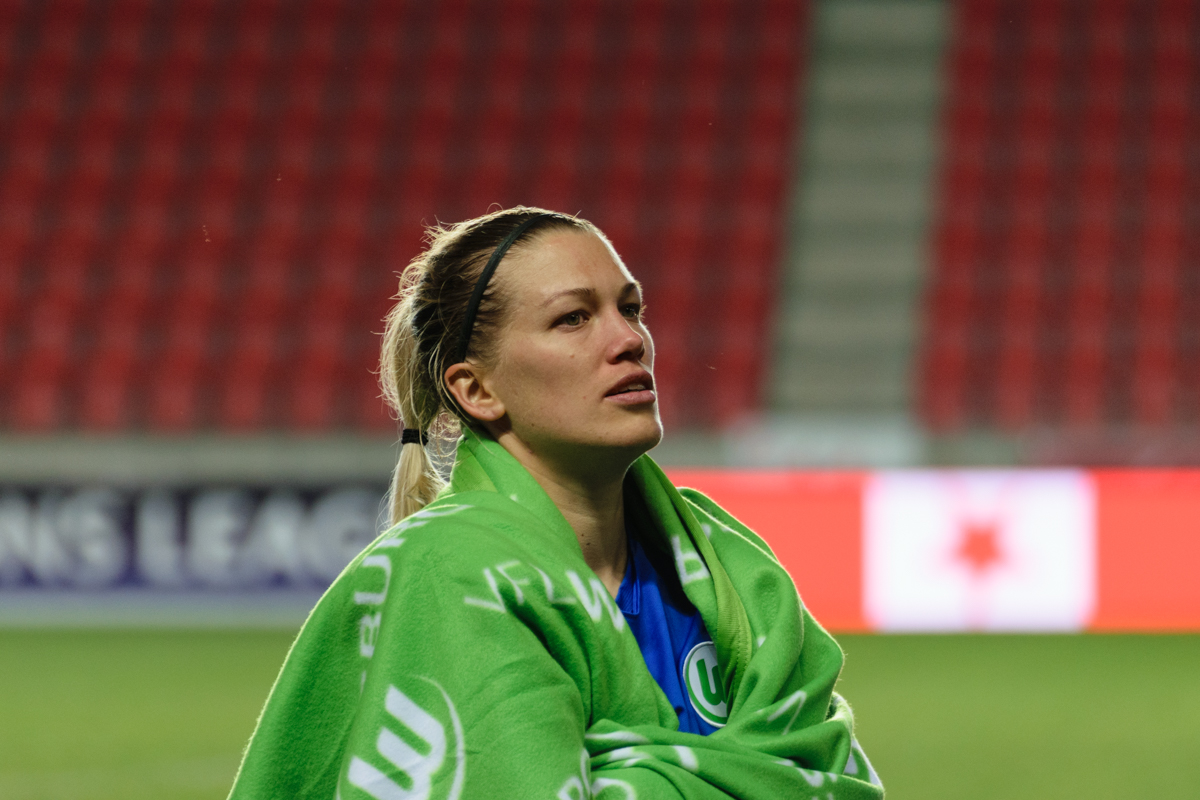
Lara Dickenmann (* 1985)

- Dickenmann, Marcin (* 2000), Schweizer Fussballspieler
- Dickens, Arthur Geoffrey (1910–2001), englischer Historiker
- Dickens, Bill (* 1958), amerikanischer Bassist, Songwriter und Musikproduzent
- Dickens, Catherine (1815–1879), Ehefrau von Charles Dickens
- Dickens, Charles (1812–1870), englischer Schriftsteller
- Dickens, Christopher, britischer Filmeditor
- Dickens, Deric (* 1973), US-amerikanischer Jazzmusiker
- Dickens, Hazel (1925–2011), US-amerikanische Bluegrass- und Folk-Sängerin, Aktivistin, Songwriterin, Kontrabassistin und Gitarristin
- Dickens, Helen Octavia (1909–2001), US-amerikanische Medizinerin und Hochschullehrerin
- Dickens, Kim (* 1965), US-amerikanische Schauspielerin und ehemaliges ModelKim Dickens (* 1965)

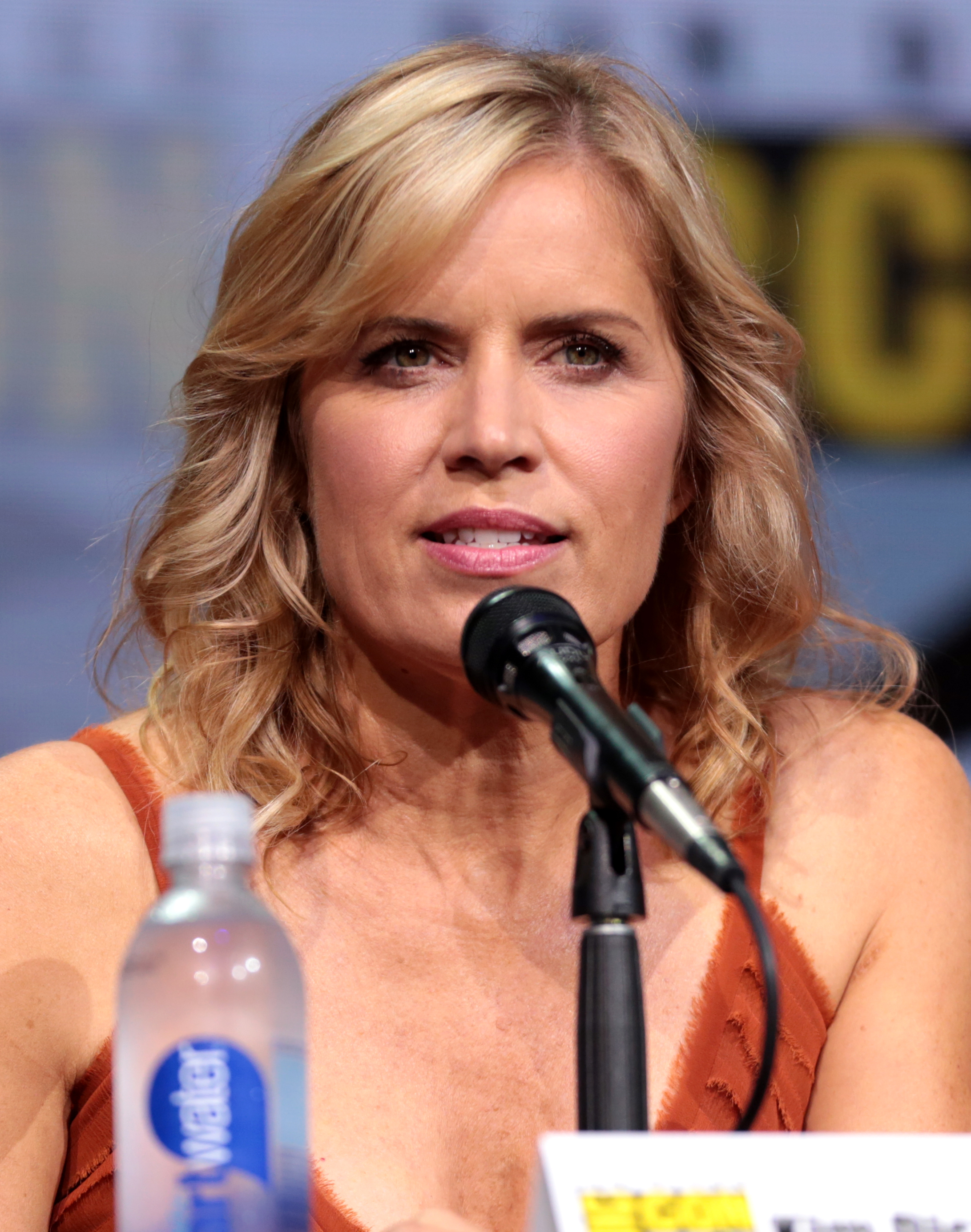
Kim Dickens (* 1965)

- Dickens, Little Jimmy (1920–2015), US-amerikanischer Country-Sänger
- Dickens, Marnie (* 1986), britische Drehbuchautorin
- Dickens, Monica (1915–1992), britische Schriftstellerin
- Dickens, Peter (1900–1975), deutscher Chemiker
- Dickens, Samuel († 1840), US-amerikanischer Politiker
- Dickens, Stanley (* 1952), schwedischer Rennfahrer
- Dickenscheid, Tanja (* 1969), deutsche Hockeyspielerin
- Dickenson, Jean (1914–1989), US-amerikanische Sängerin
- Dickenson, Vic (1906–1984), US-amerikanischer Jazzposaunist
- Dickenson-Auner, Mary (1880–1965), irische Violinistin, Pädagogin und Komponistin
- Dickenstein, Alicia (* 1955), argentinische Mathematikerin
- Dickentman, Piet (1879–1950), niederländischer Radrennfahrer
- Dicker, Avital (* 1964), israelische Filmschauspielerin
- Dicker, Cintia (* 1986), brasilianisches Model und Schauspielerin
- Dicker, Daniel (* 1995), österreichischer Handballspieler
- Dicker, Joël (* 1985), Schweizer SchriftstellerJoël Dicker (* 1985)

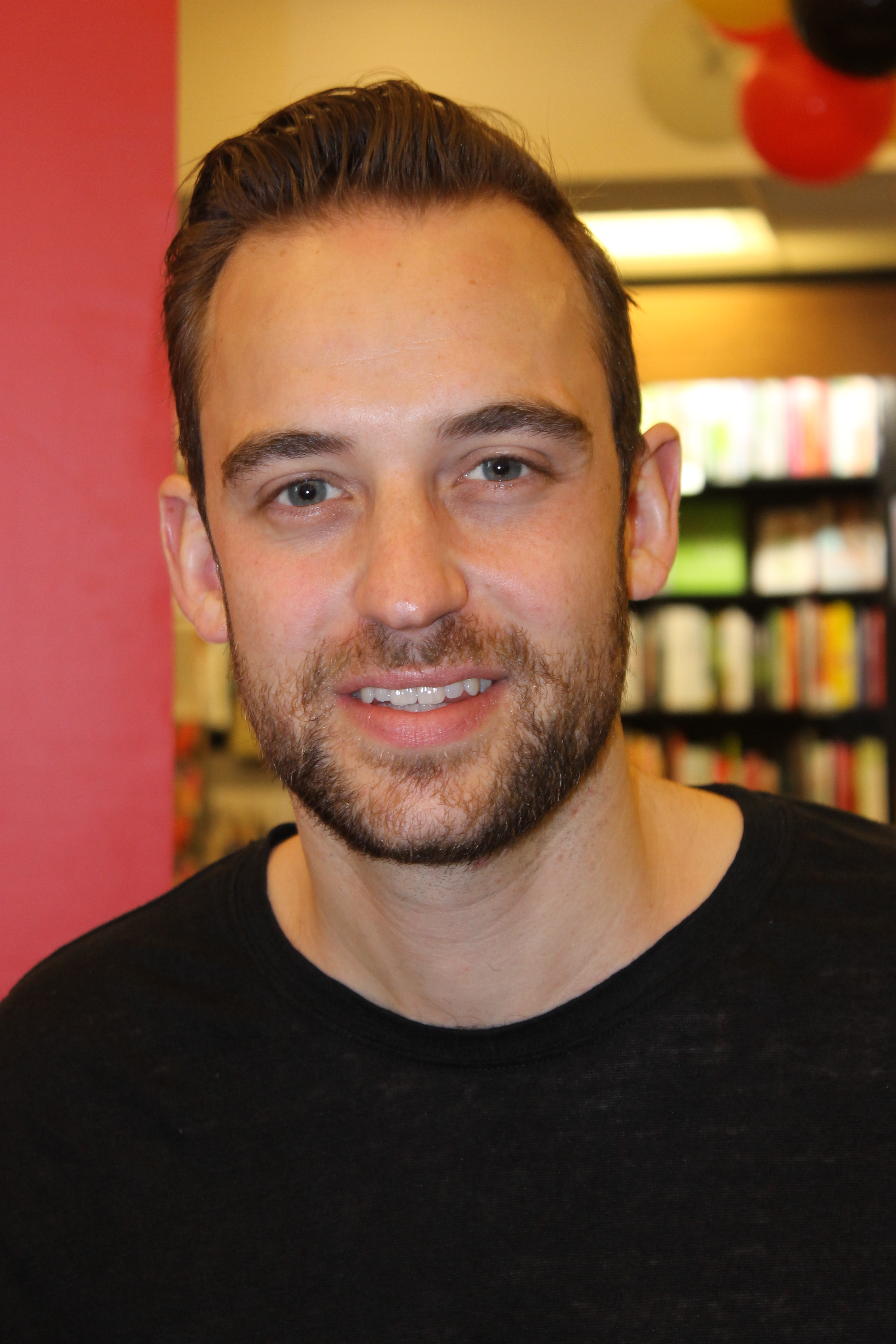
Joël Dicker (* 1985)

- Dicker, Sando (1894–1935), rumänischer Komponist und Unterhaltungsmusiker
- Dicker-Brandeis, Friedl (1898–1944), österreichische Malerin, Kunsthandwerkerin und Innenarchitektin
- Dickerhof, Harald (1941–2010), deutscher Historiker
- Dickerhof, Urs (* 1953), Schweizer Politiker und Unternehmer
- Dickerhoff, Heinrich (* 1953), deutscher Theologe, Pädagoge, Märchenerzähler, Autor und Herausgeber
- Dickerman, Charles Heber (1843–1915), US-amerikanischer Politiker
- Dickerman, Robert William (1926–2015), US-amerikanischer Ornithologe, Mamologe und Virologe
- Dickersbach, Alfred (1931–2023), deutscher Bundesrichter
- Dickerson, Carroll (1895–1957), US-amerikanischer Bandleader und Violinist des Oldtime Jazz und Swing
- Dickerson, Chris (1939–2021), US-amerikanischer Bodybuilder
- Dickerson, Denver S. (1872–1925), US-amerikanischer Politiker
- Dickerson, Dub (1927–1979), US-amerikanischer Country- und Rockabilly-Musiker und Songwriter
- Dickerson, Dwight (* 1944), US-amerikanischer Jazzmusiker (Piano)
- Dickerson, Eric (* 1960), US-amerikanischer American-Football-Spieler
- Dickerson, Ernest R. (* 1951), US-amerikanischer Regisseur und Kameramann
- Dickerson, George (1933–2015), US-amerikanischer Schauspieler
- Dickerson, Joe (* 1987), US-amerikanischer Fußballschiedsrichter
- Dickerson, John (* 1968), US-amerikanischer Journalist
- Dickerson, John H., liberianischer Brigadegeneral
- Dickerson, Landon (* 1998), US-amerikanischer American-Football-Spieler
- Dickerson, Mahlon (1770–1853), US-amerikanischer Jurist und Politiker
- Dickerson, Marianne (1960–2015), US-amerikanische Marathonläuferin
- Dickerson, Michael (* 1975), US-amerikanischer Basketballspieler
- Dickerson, Philemon (1788–1862), US-amerikanischer Politiker
- Dickerson, R. Q. (1898–1951), US-amerikanischer Jazz-Musiker
- Dickerson, Richard E. (1931–2025), US-amerikanischer Biochemiker
- Dickerson, Robert (1924–2015), australischer Maler (Autodidakt)
- Dickerson, Russell (* 1987), US-amerikanischer Countrysänger
- Dickerson, Travis, US-amerikanischer Musiker und Produzent
- Dickerson, Walt (1931–2008), US-amerikanischer Jazz-Vibraphonist des Modern Jazz (Hard Bop, Post Bop)
- Dickerson, William Worth (1851–1923), US-amerikanischer Politiker
- Dickert, Alfred (1878–1942), deutscher Maler
- Dickert, Johannes (* 1953), deutscher Kantor, Organist und Kirchenmusikdirektor
- Dickert, Julius (1816–1896), deutscher Politiker (DFP), MdR
- Dickert, Pierre (* 1960), deutscher Fußballspieler
- Dickert, Thomas (* 1958), deutscher Jurist und Präsident des OLG Nürnberg
- Dickertmann, Dietrich (* 1941), deutscher Wirtschaftswissenschaftler und emeritierter Hochschullehrer
- Dickertmann, Harald (1909–1994), deutscher Ministerialbeamter und Bundesrichter
- Dickes, Bettina (* 1971), deutsche Politikerin (CDU), MdLBettina Dickes (* 1971)

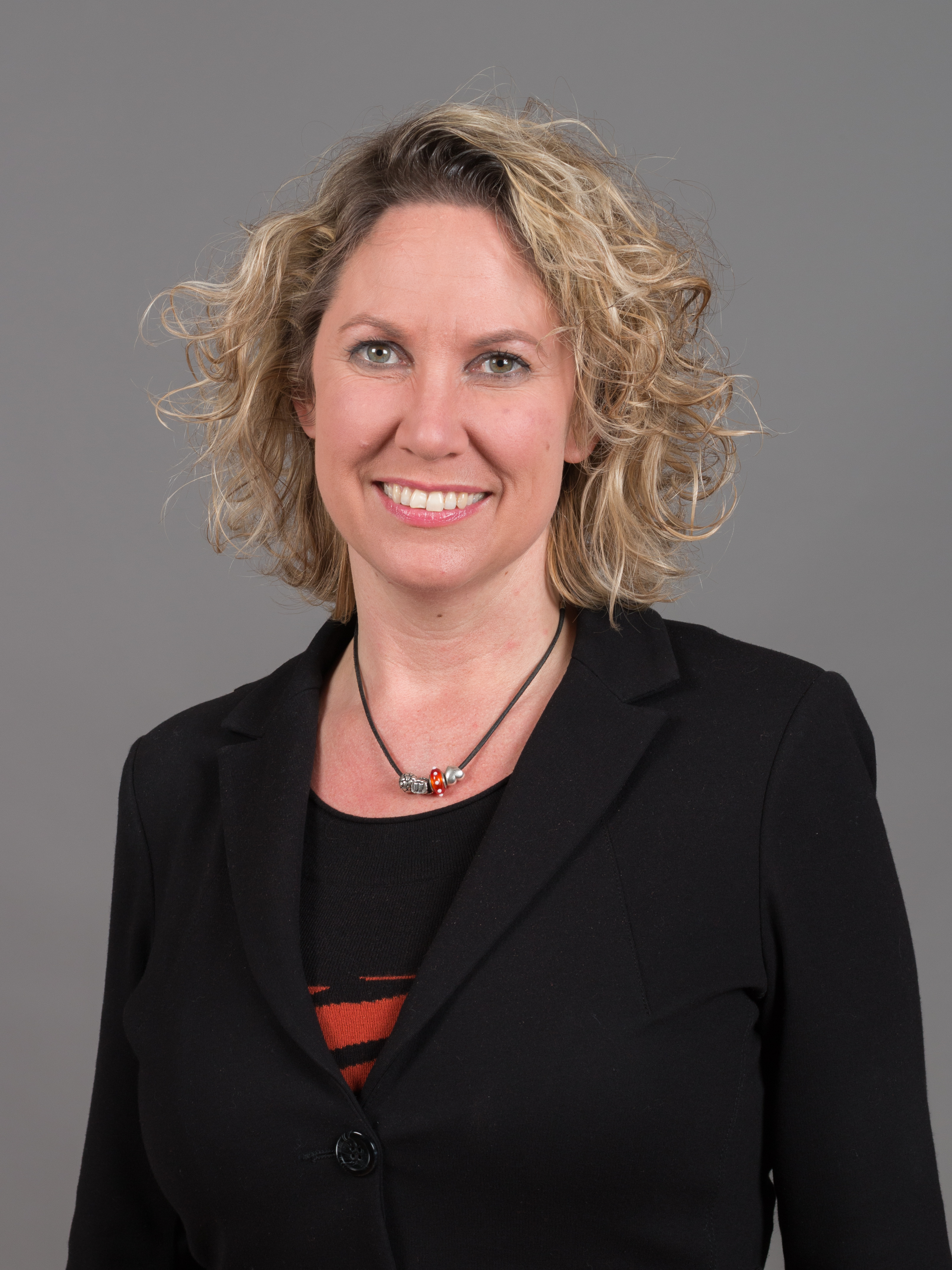
Bettina Dickes (* 1971)

- Dickes, Michael (* 1967), US-amerikanischer Folk- und Rockmusiker
- Dickeson, William (* 1983), australischer Straßenradrennfahrer
- Dickey, Alfred (1846–1901), US-amerikanischer Politiker
- Dickey, Bill (1907–1993), US-amerikanischer Baseballspieler
- Dickey, Cheryl (* 1966), US-amerikanische Hürdenläuferin
- Dickey, Dale (* 1961), US-amerikanische SchauspielerinDale Dickey (* 1961)

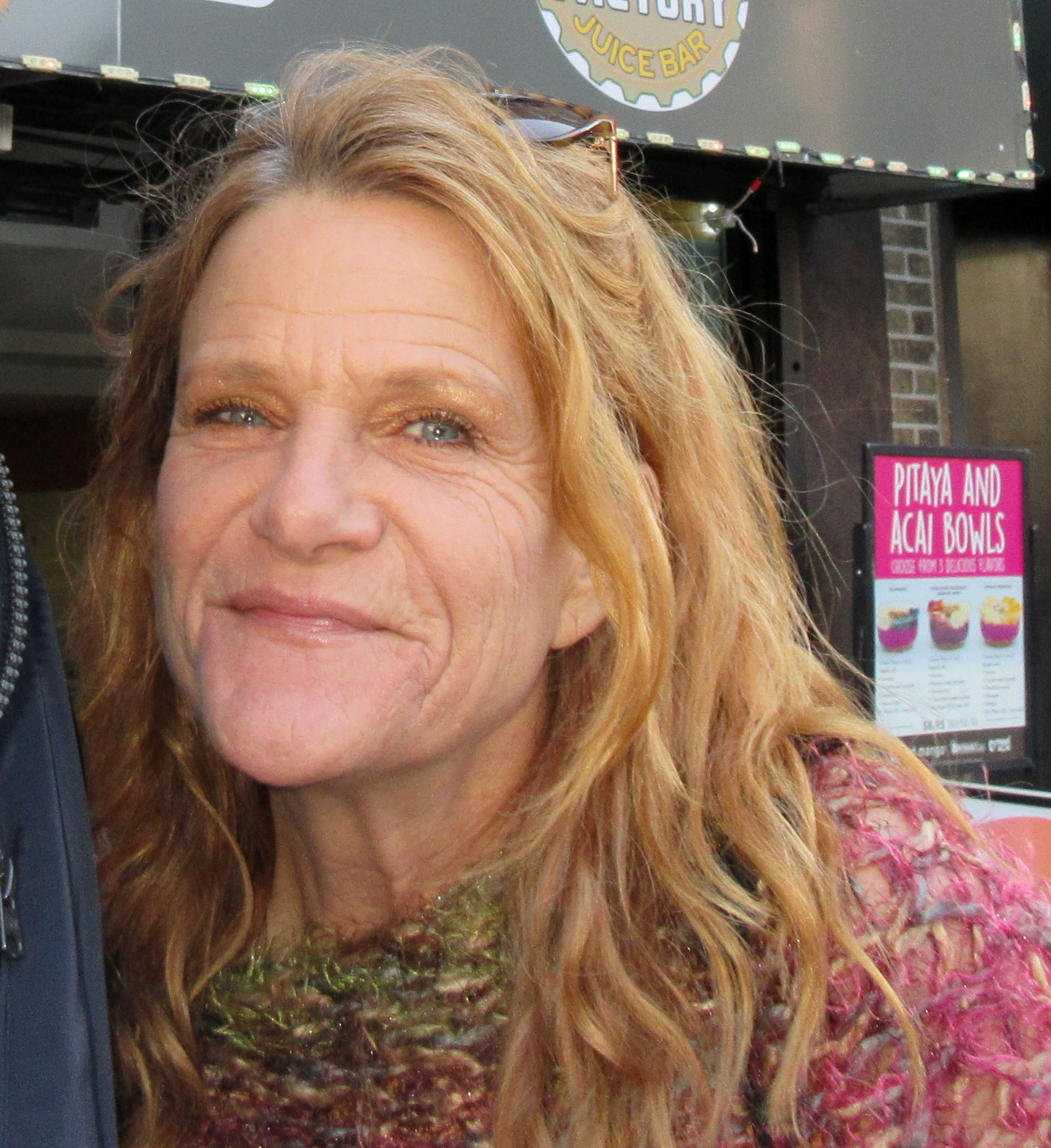
Dale Dickey (* 1961)

- Dickey, David (* 1945), US-amerikanischer Statistiker
- Dickey, Donald Ryder (1887–1932), US-amerikanischer Ornithologe und Zoologe
- Dickey, Eleanor (* 1967), US-amerikanische Altphilologin
- Dickey, Franklin (* 1921), amerikanischer Anglist
- Dickey, Henry L. (1832–1910), US-amerikanischer Politiker
- Dickey, James (1923–1997), US-amerikanischer Lyriker und Schriftsteller
- Dickey, Jay (1939–2017), US-amerikanischer Politiker
- Dickey, Jesse Column (1808–1890), US-amerikanischer Politiker
- Dickey, John (1794–1853), US-amerikanischer Politiker
- Dickey, Oliver James (1823–1876), US-amerikanischer Politiker
- Dickey, Whit (* 1954), US-amerikanischer Jazz-Schlagzeuger
- Dickey, William (1874–1944), US-amerikanischer Wasserspringer
- Dickey, William (1928–1994), US-amerikanischer Autor, Dichter und Hochschullehrer

#### Dickg
- Dickgießer, Roland (* 1960), deutscher Fußballspieler und -trainer

#### Dickh
- Dickhardt, Konrad (1899–1961), deutscher Politiker (SPD), MdA
- Dickhaus, Julia (* 1991), deutsche Fußballspielerin
- Dickhäuser, Oliver (* 1971), deutscher Psychologe und Hochschullehrer
- Dickhaut, Andreas (1816–1868), Bürgermeister und Mitglied der kurhessischen Ständeversammlung
- Dickhaut, Kirsten, deutsche Romanistin und Hochschullehrerin
- Dickhaut, Marc (* 1971), deutscher Eishockeyspieler
- Dickhaut, Mirko (* 1971), deutscher FußballspielerMirko Dickhaut (* 1971)

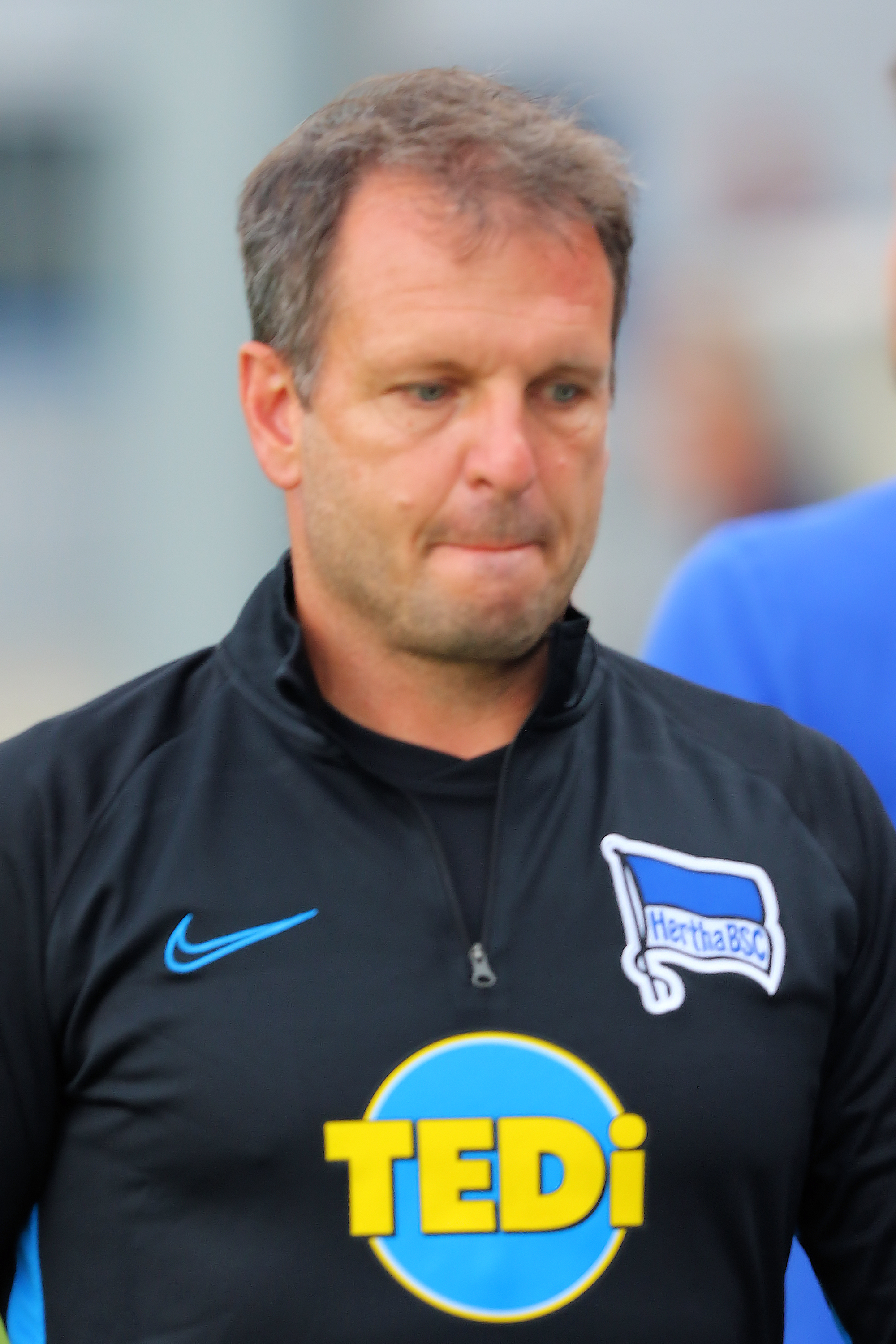
Mirko Dickhaut (* 1971)

- Dickhoff, Bruno (* 1885), deutscher Politiker und Widerstandskämpfer gegen den Nationalsozialismus
- Dickhoff, Wilfried (* 1953), deutscher Kunstkritiker, Autor, Herausgeber und Kurator
- Dickhut, Adalbert (1923–1995), deutscher Geräteturner
- Dickhut, Franz-Josef (* 1969), deutscher Spieler im asiatischen Brettspiel Go
- Dickhut, Heinrich (1890–1972), deutscher Kommunalpolitiker (SPD)
- Dickhut, Johann (1912–1993), deutscher Politiker (SPD), MdBB
- Dickhut, Willi (1904–1992), deutscher KPD-Funktionär und Mitbegründer der Marxistisch-Leninistische Partei Deutschlands
- Dickhuth, Gustav (1825–1893), deutscher Verwaltungsjurist, Zweiter Bürgermeister von Breslau
- Dickhuth, Hans-Hermann (* 1947), deutscher Sportmediziner
- Dickhuth-Harrach, Gustaf von (1856–1932), preußischer General der Infanterie

#### Dicki
- Dickie, Aurora (* 1988), brasilianisch-deutsche Balletttänzerin
- Dickie, George (1812–1882), englischer Arzt und Botaniker
- Dickie, George (1926–2020), US-amerikanischer Philosoph
- Dickie, John (1953–2010), österreichischer Kammersänger und Tenor
- Dickie, John (* 1963), britischer Romanist und Hochschullehrer
- Dickie, Kate (* 1971), schottische Film- und TheaterschauspielerinKate Dickie (* 1971)

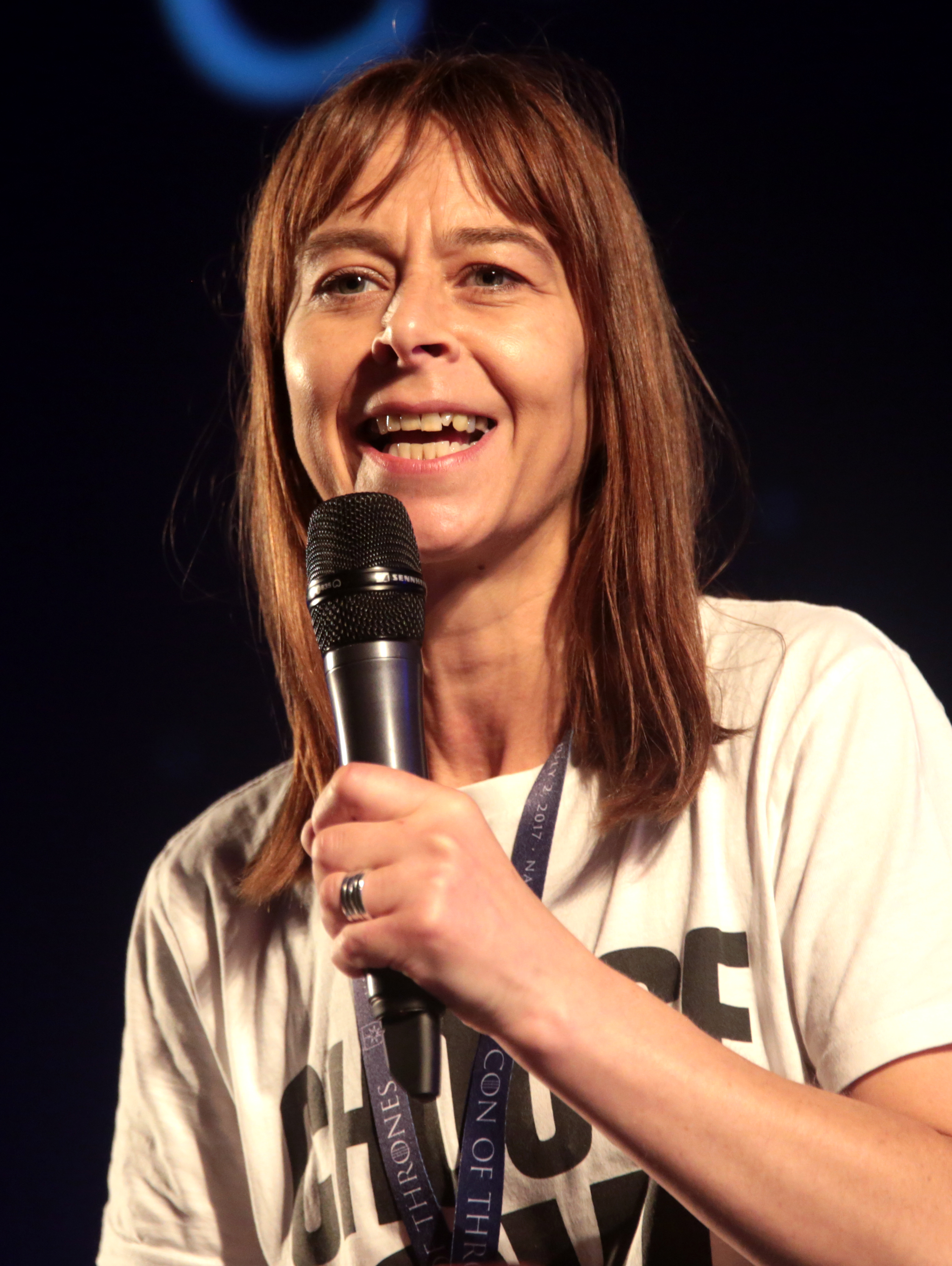
Kate Dickie (* 1971)

- Dickie, Murray (1924–1995), schottischer Opernsänger (Tenor) und Regisseur
- Dickie, Neville (* 1937), britischer Stride- und Boogie-Woogie-Musiker
- Dickie, Robert (1876–1958), Erfinder des Briefmarkenautomaten
- Dickie, Simon (1951–2017), neuseeländischer Ruderer
- Dickin, Albert (1901–1955), britischer Schwimmer und Wasserspringer
- Dickin, Jack (1899–1966), britischer Schwimmer
- Dickinger, Christian (1970–2021), österreichischer Politologe, Geschichtsforscher, Sachbuchautor und Kommunalpolitiker
- Dickinson, Adam (* 1986), englischer Fußballspieler
- Dickinson, Angie (* 1931), US-amerikanische Schauspielerin
- Dickinson, Anna Elizabeth (1842–1932), US-amerikanische Rednerin, Autorin und Aktivistin
- Dickinson, Anson (1779–1852), US-amerikanischer Maler
- Dickinson, Arthur (1851–1930), englischer Fußballtrainer
- Dickinson, Austin (* 1990), britischer Metal-Sänger
- Dickinson, Basil (1915–2013), australischer Weit- und Dreispringer
- Dickinson, Brian (* 1961), kanadischer Jazzmusiker (Piano, Komposition)
- Dickinson, Bruce (* 1958), britischer Heavy-Metal-SängerBruce Dickinson (* 1958)

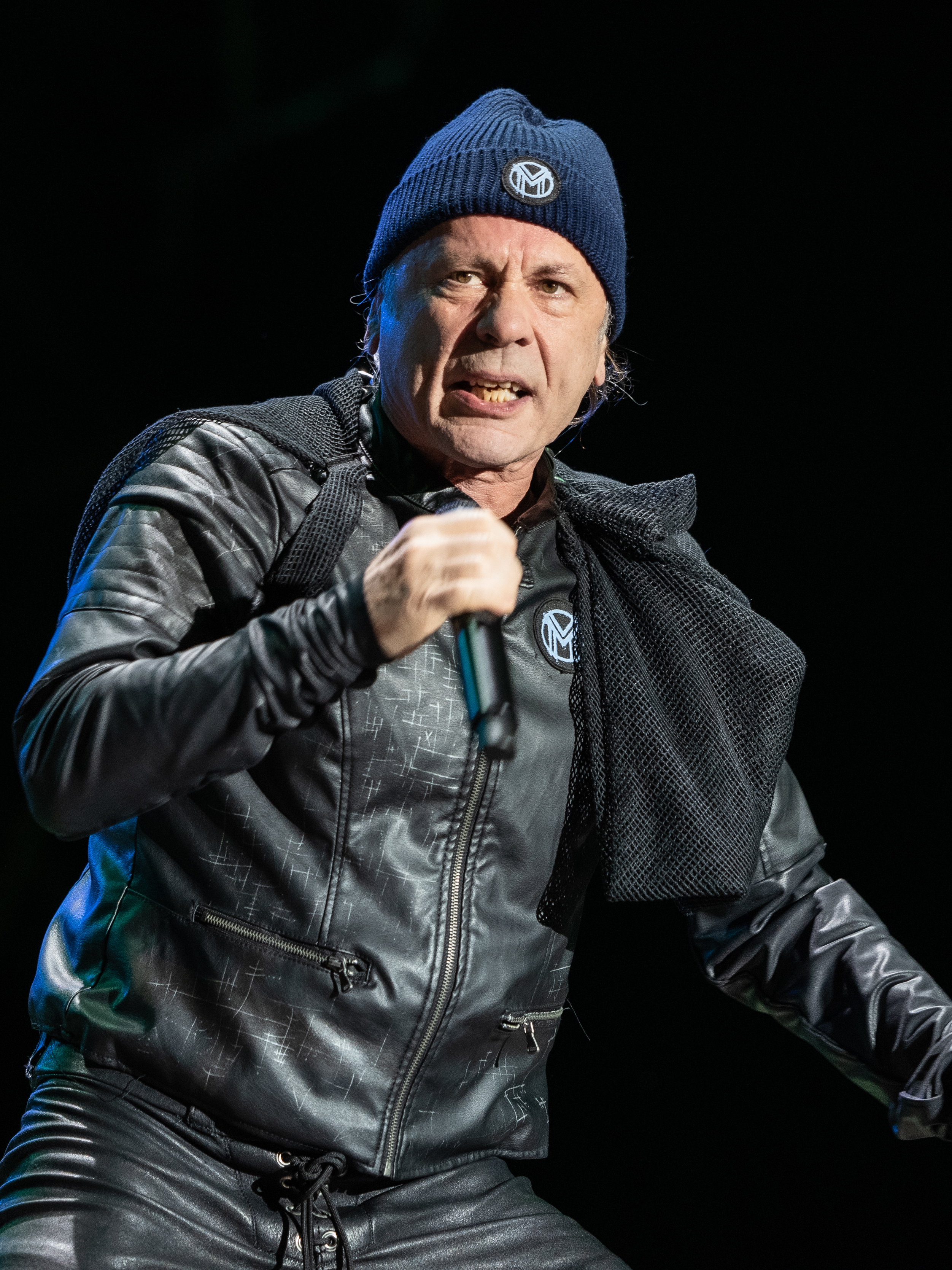
Bruce Dickinson (* 1958)

- Dickinson, Carl (* 1987), englischer Fußballspieler
- Dickinson, Charles M. (1842–1924), US-amerikanischer Rechtsanwalt, Zeitungsverleger, Diplomat, diplomatischer Agent in Bulgarien, Generalkonsul in Konstantinopel
- Dickinson, Clarence (1873–1969), US-amerikanischer Organist, Komponist und Musikpädagoge
- Dickinson, Clement C. (1849–1938), US-amerikanischer Politiker
- Dickinson, Colin (1931–2006), neuseeländischer Radrennfahrer
- Dickinson, Daniel (* 1795), amerikanischer Miniaturmaler und Porträtkünstler
- Dickinson, Daniel S. (1800–1866), US-amerikanischer Politiker (Demokraten)
- Dickinson, David W. (1808–1845), US-amerikanischer Politiker
- Dickinson, Desmond (1902–1986), britischer Kameramann und Regisseur
- Dickinson, Don (* 1947), kanadischer Schriftsteller und Lehrer
- Dickinson, Donald M. (1846–1917), US-amerikanischer Politiker (Demokratische Partei)
- Dickinson, Edward (1803–1874), US-amerikanischer Politiker
- Dickinson, Edward C. (* 1938), britischer Ornithologe und Taxonom
- Dickinson, Edward F. (1829–1891), US-amerikanischer Politiker
- Dickinson, Eleanor (* 1998), britische Radsportlerin
- Dickinson, Emily (1830–1886), amerikanische Dichterin
- Dickinson, Goldsworthy Lowes (1862–1932), britischer Historiker, Politikwissenschafter und Philosoph
- Dickinson, Harris (* 1996), britischer Film- und TheaterschauspielerHarris Dickinson (* 1996)

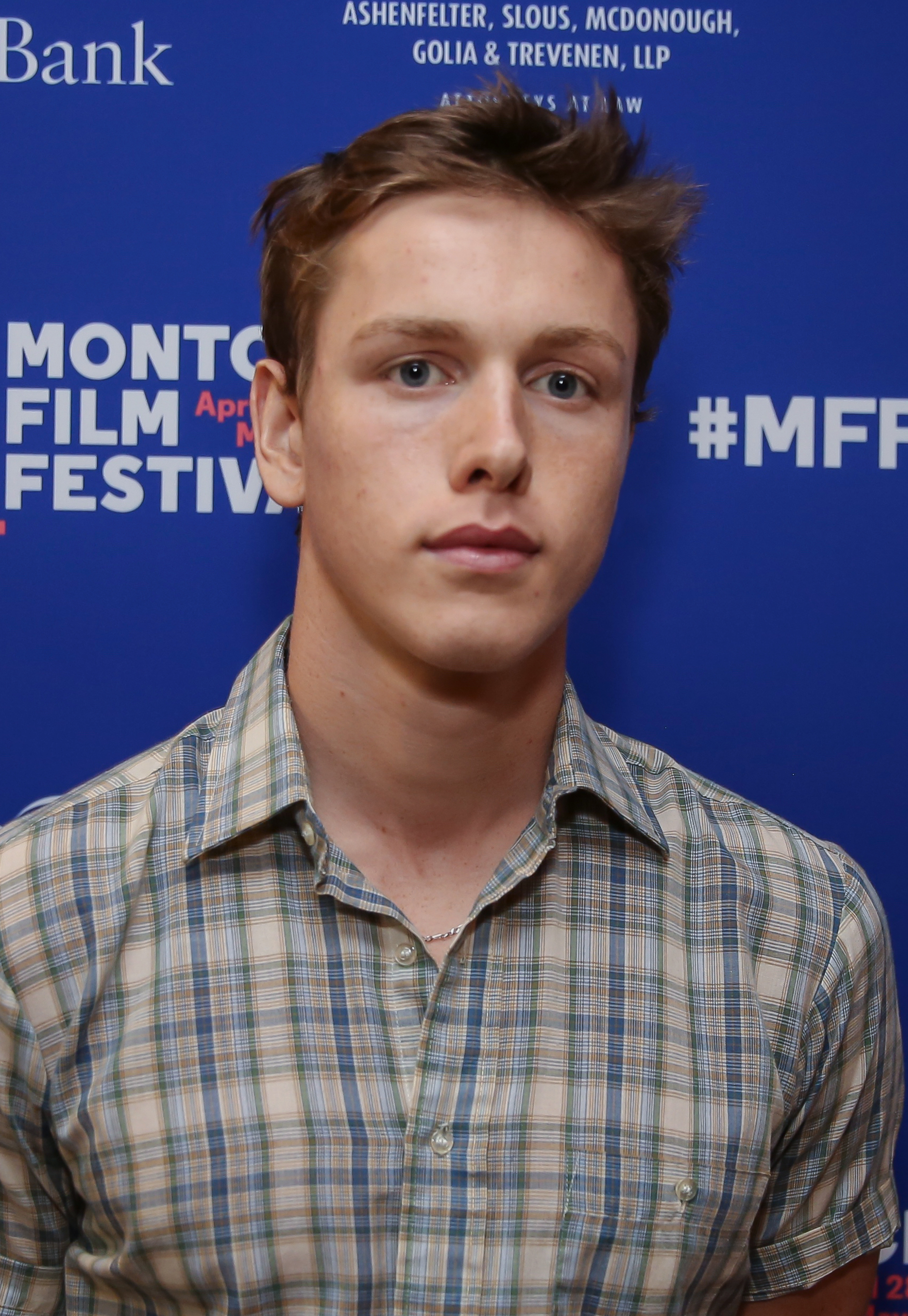
Harris Dickinson (* 1996)

- Dickinson, Ian T., deutscher Schauspieler
- Dickinson, Jacob McGavock (1851–1928), US-amerikanischer Politiker
- Dickinson, James Shelton (1818–1882), US-amerikanischer Jurist und Politiker
- Dickinson, Janice (* 1955), US-amerikanisches ehemaliges Model sowie Schauspielerin, Fotografin und SchriftstellerinJanice Dickinson (* 1955)

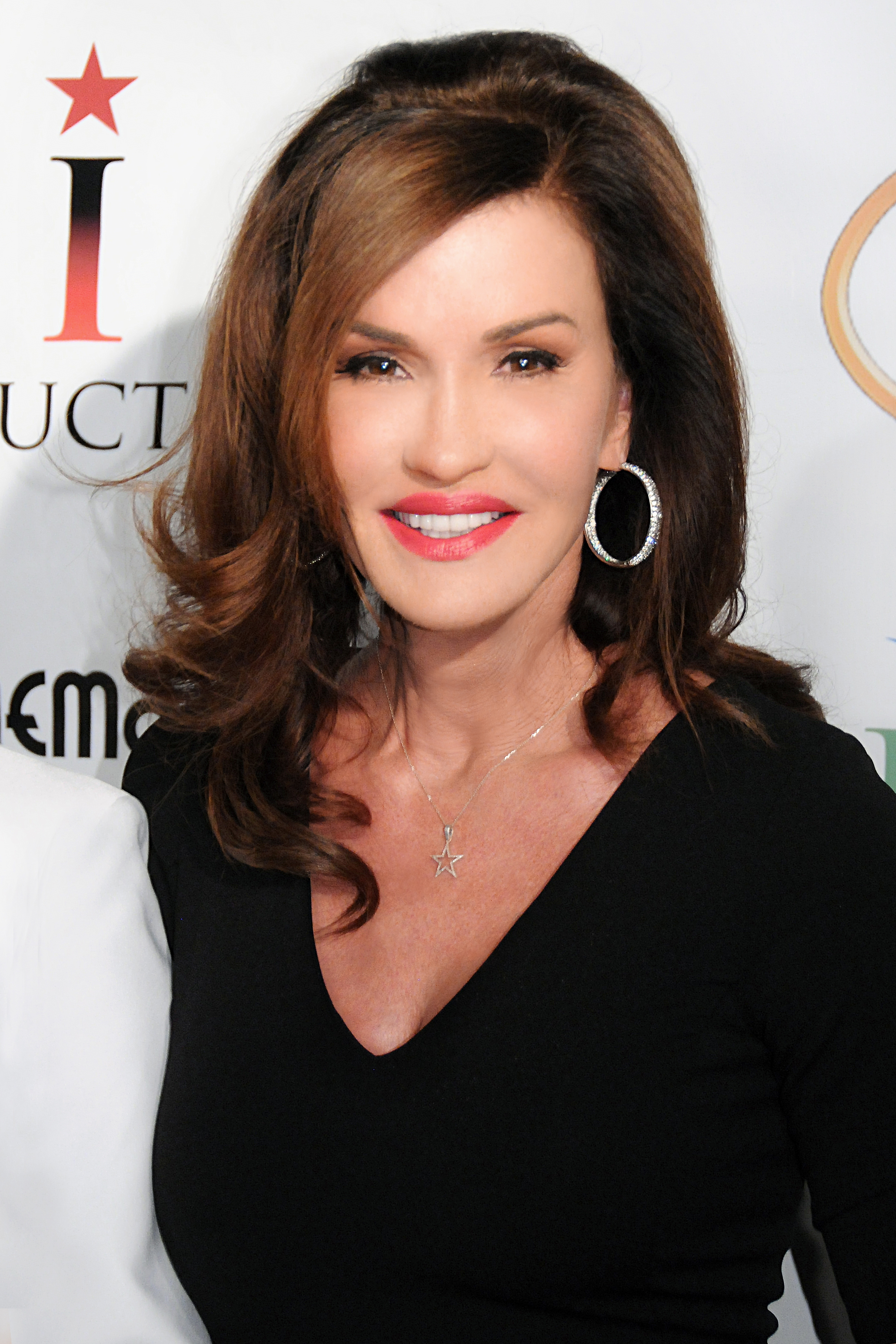
Janice Dickinson (* 1955)

- Dickinson, Jason (* 1995), kanadischer Eishockeyspieler
- Dickinson, Jim (1941–2009), US-amerikanischer Musikproduzent, Musiker, Sänger und Songwriter
- Dickinson, Jimmy (1925–1982), englischer Fußballspieler und Fußballtrainer
- Dickinson, John (1732–1808), US-amerikanischer Politiker
- Dickinson, John (1782–1869), britischer Papiermacher, Erfinder einer Rundsiebpapiermaschine
- Dickinson, John (* 1962), englischer Schriftsteller
- Dickinson, John D. (1767–1841), US-amerikanischer Jurist und Politiker
- Dickinson, John K. (1918–2010), amerikanischer Soziologe
- Dickinson, Joshua C., Jr. (1916–2009), US-amerikanischer Ornithologe und Museumsdirektor
- Dickinson, Kelsey (* 1993), US-amerikanische Biathletin
- Dickinson, Lester J. (1873–1968), US-amerikanischer Politiker (Republikanische Partei)
- Dickinson, Lowes Cato (1819–1908), britischer Lithograf und Porträtmaler
- Dickinson, Luren (1859–1943), US-amerikanischer Politiker und der 37. Gouverneur von Michigan (1939–1941)
- Dickinson, Luther (* 1973), US-amerikanischer Blues- und Rockmusiker und Produzent
- Dickinson, Mary Norris (1740–1803), britisch-amerikanische Land- und Immobilienbesitzerin und -verwalterin
- Dickinson, Patric (* 1950), englischer Heraldiker und Genealoge
- Dickinson, Peter (1927–2015), britischer Schriftsteller
- Dickinson, Peter (1934–2023), britischer Komponist, Pianist und Musikkritiker
- Dickinson, Philemon (1739–1809), US-amerikanischer Politiker
- Dickinson, Preston (1889–1930), amerikanischer Maler des Modernismus
- Dickinson, Robert E (* 1940), US-amerikanischer Meteorologe
- Dickinson, Rodolphus (1797–1849), US-amerikanischer Politiker
- Dickinson, Roscoe G (1894–1945), US-amerikanischer Chemiker
- Dickinson, Samuel (* 1997), britischer Triathlet
- Dickinson, Sandra (* 1948), US-amerikanische Schauspielerin
- Dickinson, Thorold (1903–1984), britischer Filmregisseur, Filmeditor, Drehbuchautor, Filmproduzent und Hochschullehrer
- Dickinson, William Howship (1832–1913), englischer Mediziner
- Dickinson, William Louis (1925–2008), US-amerikanischer Rechtsanwalt, Richter und Politiker
- Dickinson, William R. (1931–2015), US-amerikanischer Geologe
- Dickinson, Willoughby, 1. Baron Dickinson (1859–1943), britischer Politiker

#### Dickk
- Dickkopf, Karl-Heinz (* 1952), deutscher Fußballspieler

#### Dickl
- Dicklhuber, Kevin (* 1989), deutscher Fußballspieler

#### Dickm
- Dickman, Chris (* 1955), australischer Mammaloge
- Dickman, Erik (* 1933), schwedischer Radrennfahrer
- Dickman, John (1864–1910), englischer Mörder
- Dickman, Jonjo (* 1981), englischer Fußballspieler
- Dickman, Joseph T. (1857–1927), US-amerikanischer Offizier der United States Army, zuletzt Major General
- Dickman, William J. (1900–1987), deutschamerikanischer Jurist
- Dickmann von Secherau, Eugen (1793–1863), österreichischer Gewerke und Industrieller in Kärnten
- Dickmann, Adam (1876–1961), deutscher Architekt
- Dickmann, Aegidius, Kupferstecher in Danzig
- Dickmann, Anne (* 1958), deutsche Ruderin
- Dickmann, Arend (1572–1627), niederländisch-polnischer Admiral
- Dickmann, August (1910–1939), deutscher Kriegsdienstverweigerer, Zeuge Jehovas
- Dickmann, Barbara (* 1942), deutsche JournalistinBarbara Dickmann (* 1942)

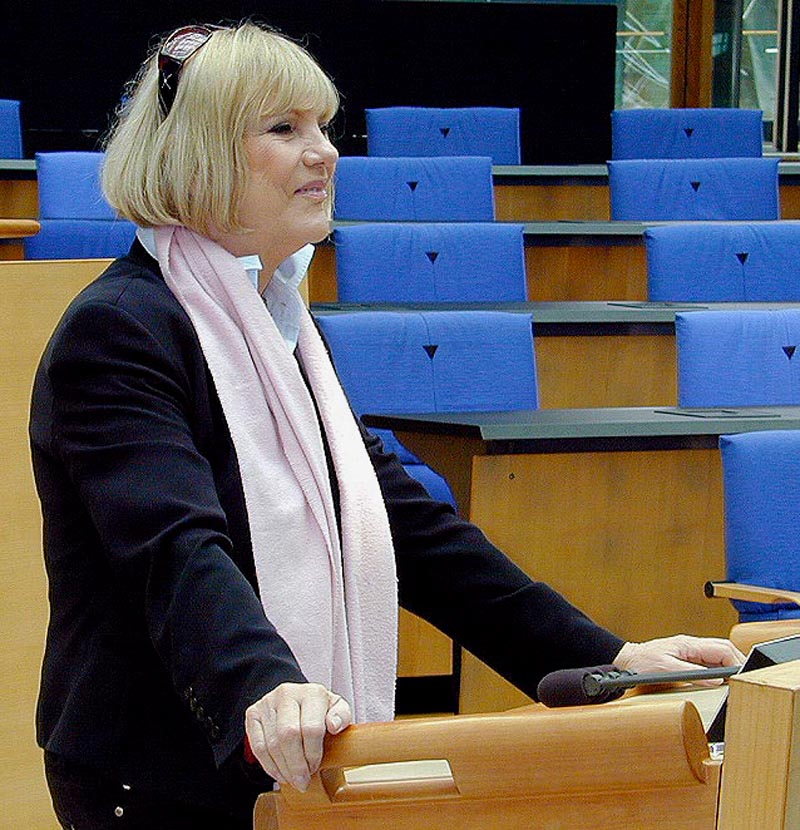
Barbara Dickmann (* 1942)

- Dickmann, Elisabeth (* 1937), deutsche Historikerin
- Dickmann, Frank (* 1961), deutscher Geograph und Kartograph
- Dickmann, Friedrich (1896–1973), deutscher Kommunalpolitiker, Oberbürgermeister von Marburg
- Dickmann, Fritz (1906–1969), deutscher Historiker
- Dickmann, Heinrich (* 1941), deutscher Versicherungsmanager; Statthalter der Deutschen Statthalterei des Ritterordens vom Heiligen Grab zu Jerusalem
- Dickmann, Jens-Arne (* 1960), deutscher Klassischer Archäologe
- Dickmann, Julius (1894–1942), österreichischer Rätesozialist
- Dickmann, Karl-Heinz (* 1949), deutscher Schauspieler
- Dickmann, Oskar (1896–1972), österreichischer Kunstmaler, Graphiker, Zeichner und Bildhauer
- Dickmann, Roos (* 1996), niederländische Schauspielerin und Dichterin
- Dickmann, Wolfgang (* 1943), deutscher Kameramann und Filmregisseur
- Dickmanns, Ernst (* 1936), deutscher Ingenieur
- Dickmans, Philip (* 1963), belgischer Geistlicher, römisch-katholischer Bischof von Miracema do Tocantins
- Dickmeis, Gerhard (1918–1978), deutscher Maler

#### Dickn
- Dickneite, Klaus (* 1946), deutscher Sozialpädagoge, Politiker (SPD) und Bürgermeister des Stadtbezirkes Misburg-Anderten in Hannover
- Dickner, Nicolas (* 1972), kanadischer Schriftsteller französischer Sprache

#### Dicko
- Dicko, Ibrahim (* 1998), ivorischer Fußballspieler
- Dicko, Romane (* 1999), französische Judoka
- Dickoff, Michel (1927–2018), Schweizer Drehbuchautor und Regisseur
- Dickoh, Francis (* 1982), dänisch-ghanaischer Fußballspieler
- Dickons, Jessica (* 1990), englische Schwimmerin
- Dickopf, Daniel (* 1970), deutscher Sänger und Mitglied der Band Wise GuysDaniel Dickopf (* 1970)

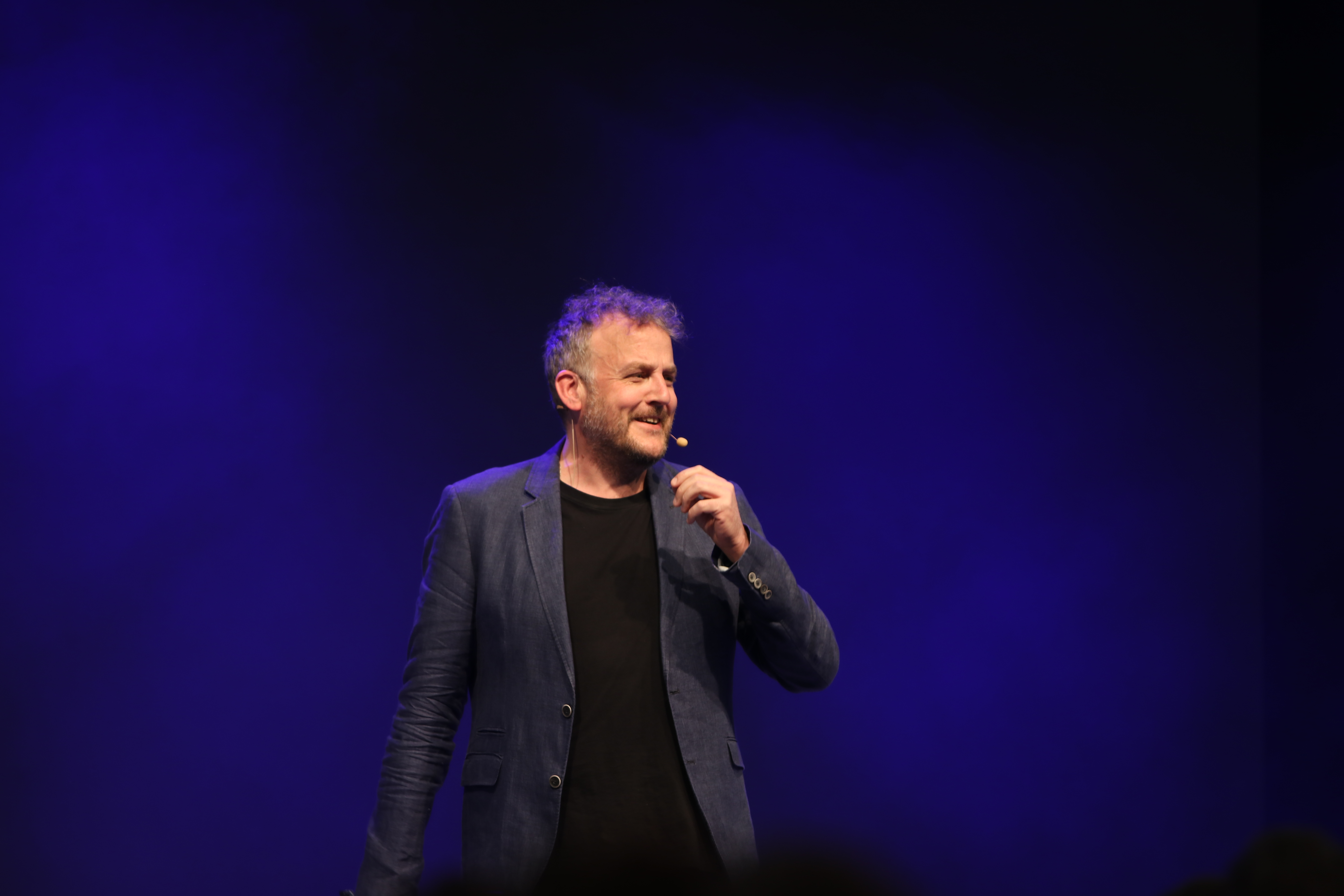
Daniel Dickopf (* 1970)

- Dickopf, Paul (1910–1973), deutscher NS-Kriminalpolizist und Doppelagent, Präsident des Bundeskriminalamtes (1965–1971)
- Dickopp, Karl-Heinz (* 1936), deutscher Pädagoge
- Dickov, Paul (* 1972), schottischer Fußballspieler und -trainer
- Dickow, Hans Helmut (1927–1989), deutscher Schauspieler und Hörspielsprecher
- Dickow, Robert (* 1949), US-amerikanischer Komponist, Hornist und Musikpädagoge

#### Dickr
- Dickreiter, Lisa-Marie (* 1978), deutsche Schriftstellerin und Drehbuchautorin
- Dickreiter, Michael (* 1942), deutscher Tonmeister und Musikwissenschaftler

#### Dicks
- Dicks, Alan (* 1934), englischer Fußballspieler und -trainer
- Dicks, David (* 1978), australischer Segler
- Dicks, Harro (1911–2013), deutscher Opernregisseur
- Dicks, Julian (* 1968), englischer Fußballspieler
- Dicks, Norman D. (* 1940), US-amerikanischer Politiker
- Dicks, Terrance (1935–2019), britischer Schriftsteller
- Dicks, Trudi (* 1940), namibische Künstlerin
- Dicks, Walter (1913–2012), deutscher Opernsänger
- Dickschat, Jeroen S. (* 1977), deutscher Chemiker und Hochschullehrer
- Dicksee, Frank Bernard (1853–1928), englischer Maler und Illustrator
- Dickson, Alexander (1836–1887), schottischer Mediziner und Botaniker
- Dickson, Angela, walisische Badmintonspielerin
- Dickson, Anthony Hampden (1935–2022), jamaikanisch-barbadischer Geistlicher und römisch-katholischer Bischof von Bridgetown
- Dickson, Barbara (* 1947), britische Sängerin und SchauspielerinBarbara Dickson (* 1947)

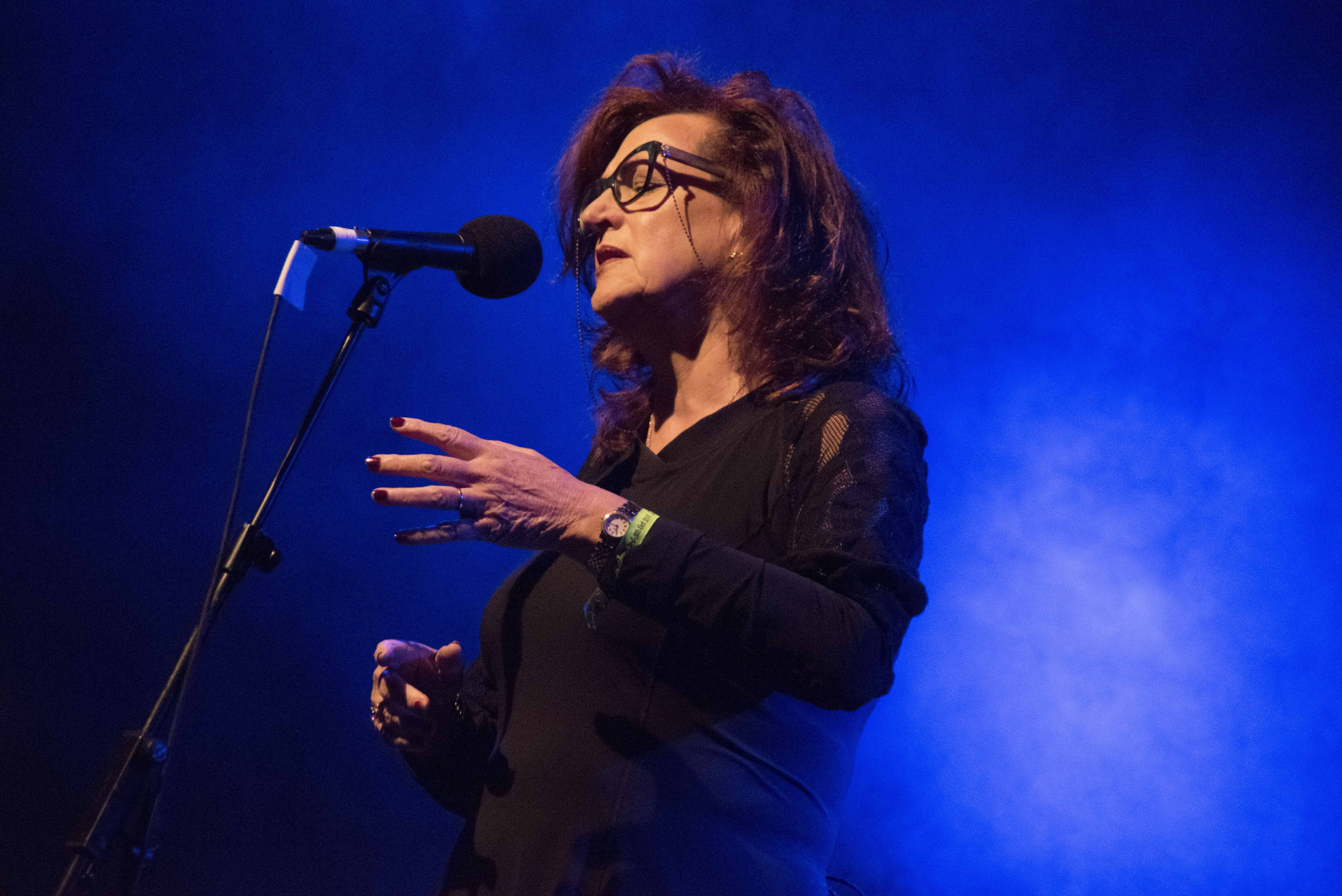
Barbara Dickson (* 1947)

- Dickson, Barry (* 1962), australischer Neurobiologe
- Dickson, Brian (1916–1998), kanadischer Richter, Vorsitzender des Obersten Gerichtshofes
- Dickson, Charles (1850–1922), britischer Politiker und Jurist
- Dickson, Chris (* 1961), neuseeländischer Segler
- Dickson, David († 1836), US-amerikanischer Politiker
- Dickson, David (* 1941), australischer Schwimmer
- Dickson, David Catchings (1818–1880), US-amerikanischer Politiker
- Dickson, Deborah, US-amerikanische Filmregisseurin, Filmeditorin und Filmproduzentin
- Dickson, Dorothy (1893–1995), britische Schauspielerin
- Dickson, Earle (1892–1961), US-amerikanischer Erfinder
- Dickson, Emily (* 1997), kanadische Biathletin
- Dickson, Eva (1905–1938), schwedische Entdeckerin, Rallyefahrerin, Fliegerin und Reiseschriftstellerin
- Dickson, Frank S. (1876–1953), US-amerikanischer Politiker
- Dickson, Gloria (1917–1945), US-amerikanische Schauspielerin
- Dickson, Gordon (1932–2015), kanadischer Langstreckenläufer
- Dickson, Gordon R. (1923–2001), kanadischer Science-Fiction-AutorGordon R. Dickson (1923–2001)

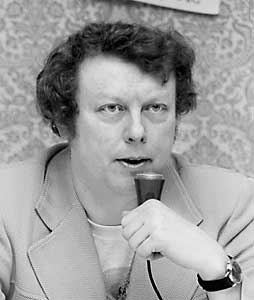
Gordon R. Dickson (1923–2001)

- Dickson, James (1738–1822), britischer Gärtner, Botaniker und Mykologe
- Dickson, Jim (1931–2011), US-amerikanischer Musikproduzent, Verleger und Manager
- Dickson, Joan (1921–1994), britische Cellistin und Musikpädagogin
- Dickson, John (1783–1852), US-amerikanischer Jurist und Politiker
- Dickson, John († 1878), schottischer Fußballspieler
- Dickson, Joseph (1745–1825), US-amerikanischer Politiker
- Dickson, Karl (* 1982), englischer Rugby-Union-Schiedsrichter und -Spieler
- Dickson, Larry (* 1938), US-amerikanischer Rennfahrer
- Dickson, Lee, schottischer Elektriker, Gitarrist, Lichttechniker, Mechaniker und Songschreiber
- Dickson, Leonard E. (1874–1954), US-amerikanischer Mathematiker
- Dickson, Mark (* 1959), US-amerikanischer Tennisspieler
- Dickson, Michael (1944–2018), britischer Bauingenieur
- Dickson, Michael (* 1996), australischer American-Football-Spieler
- Dickson, Moses Odion (* 1973), nigerianischer Boxer
- Dickson, Neil (* 1950), britischer Schauspieler und Synchronsprecher
- Dickson, Ngila (* 1958), neuseeländische Kostümdesignerin
- Dickson, Olle (1901–1995), schwedischer Schwimmer
- Dickson, Oscar (1823–1897), schwedischer Mäzen der Polarforschung
- Dickson, Paul (1920–2011), britischer Regisseur und Drehbuchautor
- Dickson, Peter (1945–2008), australischer Ruderer
- Dickson, Rita Akosua (* 1970), ghanaische Pharmazeutin und Hochschullehrerin
- Dickson, Robert (1931–2023), kanadischer Eishockeyspieler
- Dickson, Rodolfo (* 1997), mexikanischer Skirennläufer
- Dickson, Samuel (1807–1858), US-amerikanischer Arzt und Politiker
- Dickson, Sheena (* 1982), kanadische Fußballschiedsrichterin
- Dickson, Spencer Stuart (1873–1951), britischer Botschafter
- Dickson, Thomas (* 1974), vincentischer Leichtathlet
- Dickson, William (1770–1816), US-amerikanischer Politiker
- Dickson, William (1898–1987), britischer Offizier der RAF
- Dickson, William A. (1861–1940), US-amerikanischer Politiker
- Dickson, William J. (1904–1973), britisch-amerikanischer Elektrotechniker und Forscher
- Dickson, William John (1827–1901), britischer Botschafter
- Dickson, William K. L. (1860–1935), britischer FilmpionierWilliam K. L. Dickson (1860–1935)

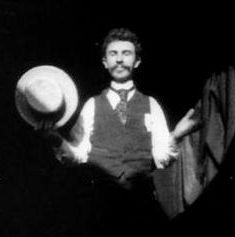
William K. L. Dickson (1860–1935)

- Dickson-Poynder, John, 1. Baron Islington (1866–1936), Politiker, Gouverneur von Neuseeland und Kolonialbeamter
- Dickstein, Morris (1940–2021), US-amerikanischer Literatur- und Kulturwissenschaftler, Literatur- und Filmkritiker und Essayist
- Dickstein, Samuel (1851–1939), polnischer Mathematiker
- Dickstein, Samuel (1885–1954), US-amerikanischer Politiker

#### Dicku
- Dičkutė, Jolanta (* 1970), litauische Politikerin, MdEP

### Dicl
- Dicle, Hatip (* 1954), kurdischer Politiker in der Türkei

### Dico
- Dico, Tina (* 1977), dänische PopsängerinTina Dico (* 1977)

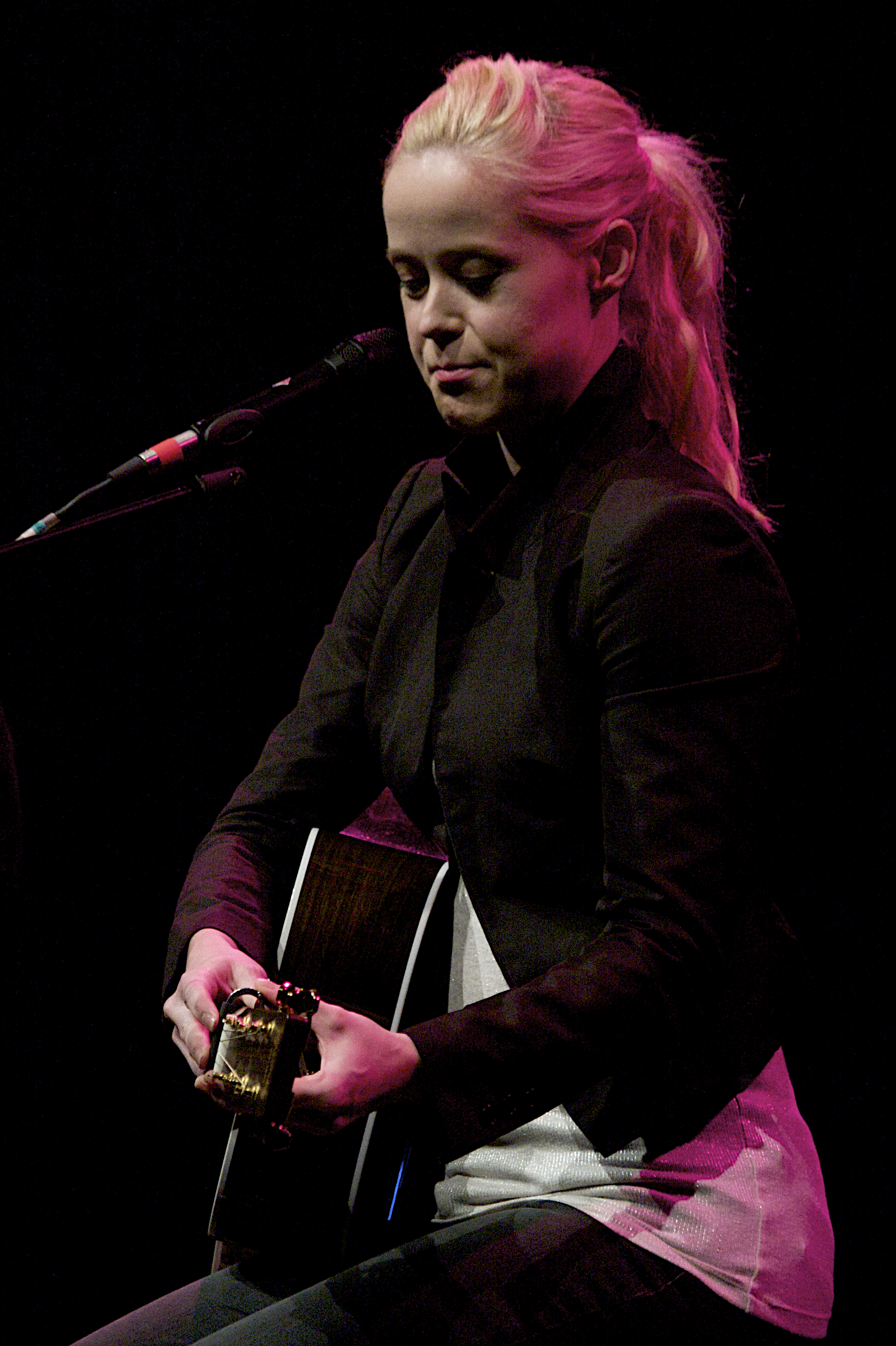
Tina Dico (* 1977)

- DiCocco, Joe, US-amerikanisch-schwedischer Basketballspieler und -trainer
- DiCola, Vince (* 1957), italienisch-US-amerikanischer Komponist
- Dicopoulos, Frank (* 1957), US-amerikanischer Schauspieler
- diCorcia, Philip-Lorca (* 1953), US-amerikanischer Fotograf

### Dict
- Dictus, Frans (1907–1994), belgischer Radrennfahrer
- Dictus, Wilhelm (1782–1853), deutscher Korkschnitzer
- Dictys Cretensis, lateinischer Autor

### Dicu
- Dicu, Petre (* 1954), rumänischer Ringer
- Dicuil, irischer Mönch und Geograph